# MとNの肖像
『MとNの肖像』（エムとエヌのしょうぞう）は、樋口橘によって漫画雑誌「花とゆめ」（白泉社）において、2000年8号～2002年13号まで連載していた漫画。コミックスは全6巻。

## ストーリー
過去の苦い経験から、今度こそまともで穏やかな学園生活を送ろうと、必死に本性を隠して過ごすＭ（マゾヒスト）―安部 みつる（あべ みつる）と、Ｎ（ナルシスト）―甘草 夏彦（あまくさ なつひこ）。ひょんなことからお互いの秘密を知り合った二人は、奇妙な連帯感から、友達付き合いを始めるようになる。やがて聖 英一（ひじり えいいち）や辻 理々花（つじ りりか）といった友人や家族の励ましに支えられながら、自分達の性癖やさまざまな事件と奮闘する、一風変わった2人の学園ラブコメディ。

## 登場人物
安部 みつる（あべ みつる）
声 - 皆口裕子
身長：162cm／体重：45kg
誕生日：5月20日生まれ／血液型：B型
趣味：テレビ鑑賞（お笑い番組）、読書（耽美ファンタジー少女小説）、ケーキ作り。
お嬢様育ちの世間知らずで、やや妄想癖がある。マイナー人気の耽美ファンタジー少女小説家―緋口田 千華（ひぐちだ ちはな）の作品の主人公―ルシフェル様によく似た夏彦に憧れ、その秘密を知って後は夏彦のことも守ろうと、献身的に接するようになる。性格はいたって真面目であり、やや古風。引っ込み思案でシャイな中身とは裏腹に、母―安部 麗華（あべ れいか）譲りな悪女系の色っぽい顔つきと、抜群のスタイルから裏ではドロンジョ様と呼ばれ、周囲には誤解されている。そのため、男子受けは良いが、女子には何かと爪弾きにされがちで、理々花の登場まで女友達は皆無。校内では優等生とされているが、これは麗華のスパルタによるもので、実はドジっ娘。左目尻の下に黒子があり、ソバージュヘア。自覚はないが、実は非常に音痴。
才色兼備でドライな兄―安部 一臣（あべ かずおみ）や姉―二葉（ふたば）と違って才能に恵まれず、麗華から日々「愛のムチ」を受けて育つ。そのプレッシャーとストレスが蓄積され、他人から痛みを与えられるとそれを快楽と感じ、さらなる痛みを求めて相手に迫ってしまう別人格が出て来るＭ（マゾヒスト）となってしまった。当初は普通の怪我ではなんともないが、徐々に普通の怪我でもＭ化するようになっていく。元に戻るには、気絶してから目を覚ます必要がある。この性癖により、品行方正な優等生であった名門付属中学に居られなくなり、実家の神戸から大阪の高校へ越境進学した。しかし入学早々、同級生の甘草にバレてしまう。この性癖は、家族は誰も知らない。
甘草 夏彦（あまくさ なつひこ）
声 - 高山みなみ
身長：173cm／体重：53kg
誕生日：3月14日生まれ／血液型：AB型
みつるの好きな小説の主人公に外見がそっくりなクラスメイトの、才色兼備の美少年。当初は連帯感からうっかり親しくなったみつるを、秘密がバレる危険因子と見て戸惑っていたが、徐々に異性として意識するようになる。やがて数々の誤解を経て、恋人同士となった。名家のお坊ちゃまとして過保護に育てられてきたが、みつるに比べるとかなりの常識人。普段は度の強い眼鏡を掛けており、敢えて視力を落としている。
病弱で、家に閉じこもって遊びがちだった幼少時に、ふと見た鏡の中の自分に一目惚れし、以降誰にも興味を持てないＮ（ナルシスト）になってしまった。そのため、うっかり裸眼で自分の姿を正視してしまうと、我を忘れて自らの美しさに心酔してしまう。自室に鏡張りの個室を持ち、そこでいくつもの自分の姿に囲まれて疲れを癒すほど。みつる同様、この性癖がきっかけでそれまでの学校に居られなくなり、実家の京都から越境進学してみつる達と同じ高校になる。この性癖は、父母やばあやに至るまで家族全員が知っている。
聖 英一（ひじり えいいち）
声 - 石田彰
身長：174cm／体重：55kg
誕生日：8月6日生まれ／血液型：O型
みつる達の一年上の先輩で、実は寺の息子。ルックスも良く、スポーツ万能で男女・学年を問わず人気のある好青年。みつるの性癖や、甘草との関係を鋭く見抜く洞察力を持っている。その一方、本性はかなり腹黒く、ひた隠しにしているが、過去のトラウマから犬は大の苦手。しかし犬は彼を慕って飛び掛って来ることから、犬避け対策としてみつるの弱みを盾に近付いたのだが、やがて本当に魅かれていくようになる。女たらしのようだが、まだ童貞。霊感は強いが幽霊が苦手。作者からはひじりんごと呼ばれるようになり、擬人化したりんごのマークで描かれるようになる。
辻 理々花（つじ りりか）
声 - 坂本千夏
身長：163cm／体重：45kg
誕生日：10月13日生まれ／血液型：O型
みつる達の同級生で、みつる初の女友達。明るく元気な普通人の女の子で、何かと誤解されがちなみつるをフォローし、夏彦へのみつるの想いを知ってからは心強い味方となる。だが色々と鈍感で、みつる達の秘密や恋愛感情にはまったく気付かず、その複雑な関係を不可解に思っていた。最初は聖と喧嘩友達のような関係だったが、段々と気に掛けるようになる。

### 安部家とその関係者
安部 麗華（あべ れいか）
声 - 五十嵐美恵子
誕生日：6月20日生まれ／血液型：B型
みつるの母。会社重役の夫と優秀な子供達（みつるを除く）を持ち、自身もフラワーコーディネーターとして活躍している。他の子に比べて出来の悪いみつるを立派に育てようと厳しく接するうち、Mに追い込んでしまった張本人。回想で、実は容姿に反した自身の不出来さを必死の研鑽でカバーした努力家であり、全てが瓜二つのみつるを非常に心配していることが明かされている。ただし麗華も含め、安部家の家族はみつるの性癖については知らない、というよりも理解出来ない模様。美少年好き。唇の左上に黒子がある。
安部 一臣（あべ かずおみ）
誕生日：1月1日生まれ／血液型：AB型
みつるの兄で歯科医。極度のマザコンで、膨大な麗華の写真をコレクションしている美青年。そのため、麗華そっくりなみつるに対しても、やや常軌を逸した愛情を抱いている。それによりみつるの恋人だという理由で夏彦を快く思っておらず、たびたび邪魔をするようになる。美形の男女以外は認識出来ない。みつるの婚約者―鞠小路 成顕（までのこうじ なりあき）―の秘書―幹 要（みき かなめ）とは、高校の同級生。
ノーマン
一臣がホームステイ先で押し付けられ、飼うことになった大型犬。プライドが高く、なかなか安部家の人間には懐かなかったが、暫くして幼かったみつると仲良くなる。イギリス生まれのイギリス育ち。
鞠小路 成顕（までのこうじ なりあき）
誕生日：4月11日生まれ／血液型：A型
申し分のない家柄出身の、みつるの婚約者。32歳という実年齢を感じさせない小動物的な人物だが、みつるが3歳の頃から陰ながら片思いをしており、麗華に気に入られてみつるとお見合いをする。背が低く、登場する男性キャラの中で最も冴えない風貌で、あまり前には出ていかない内向的な性格。閉所恐怖症。
幹 要（みき かなめ）
誕生日：3月29日生まれ／血液型：O型
成顕の秘書。一臣とは高校の同級生で、「ミッキー」「オーミン」と呼び合う仲。身寄りがなく5歳で引き取ってもらった縁で、成顕の元で仕事をしている。狡猾さを見事に隠している、天才肌の朗らかな好青年。成顕を蔑ろにすることもあるが、基本的には成顕のために奔走している。

### その他
甘草 千秋（あまくさ ちあき）
誕生日：2月14日生まれ／血液型：A型
夏彦の母。病気療養のために引退した、元宝塚女優。一見するとおっとりした優しい性格だが、世間知らずで非常識な天然さで突っ走る部分も多い。その性格から、自分以外に一切興味を示さず、友達すら作らない夏彦への心配を理由に、作品後半では何かと夏彦達を振り回す。女優らしくオーバーリアクションが多く、みつるに負けず劣らずの妄想癖の持ち主で、2人は出会ったその日に意気投合している。夏彦の家自体は洋館だが、千秋を始めとして夏彦以外の家族は皆、主に和服を着用している。
聖 陽一（ひじり よういち）
誕生日：12月4日生まれ／血液型：O型
英一の弟で、わずか4歳にしてその強い霊能力で家業も手伝っているほど、地元では有名な霊能力者。兄に似てか胸の大きな女性が好きらしく、みつるによく懐いていた。作者は欄外にて別の作品にも登場させたいと書いており、次作『学園アリス』にも出演している。
聖 倫子（ひじり のりこ）
英一と陽一の母。メイクや着ている服次第で、性格や口調がガラリと変わる。英一の裏表のある性格のルーツと思われる。前夫―涼一と死別した際もは、その葬式で刃物を振り回す取り乱し振りを見せた元ヤンキーだが、わずか一年でその葬式で出会った寡黙な僧侶である現在の夫と再婚した。

## ドラマＣＤ
2002年2月22日にパイオニアLDCから発売。作者作詞によるオープニングソングに始まり、3巻のスキー合宿が収録。また、収録の様子やそれに付随するエピソードが、単行本4巻の節々で描かれている。
- 安部みつる - 皆口裕子
- 甘草夏彦 - 高山みなみ
- 聖英一 - 石田彰
- 辻理々花 - 坂本千夏
- ナレーション、安部麗華 - 五十嵐美恵子
- 新米 - 岸尾大輔
- オーナー - くわはら利晃
- 教師 - 木内秀信
- 男子生徒A - 桐井大介
- 男子生徒B - 川田紳司
- 女子生徒A - 富坂晶
- 女子生徒B - マキノン[2]

## 書籍情報
1. 2000年10月25日　ISBN 4-592-17774-6　同時収録「鳥籠少女」読み切り
2. 2001年2月25日　ISBN 4-592-17273-6　同時収録「桜下（おうか）怪談」読み切り
3. 2001年9月25日　ISBN 4-592-17185-3
4. 2002年2月25日　ISBN 4-592-17620-0
5. 2002年5月25日　ISBN 4-592-17285X　同時収録「せつない恋の物語」読み切り
6. 2002年8月25日　ISBN 4-592-17286-8